# Mount Béchervaise
Der Mount Béchervaise ist ein 2362 m hohes Massiv aus braunem Gestein im ostantarktischen Mac-Robertson-Land. In den Prince Charles Mountains ragt er 1,5 km östlich des Mount Lacey in der Athos Range auf. Er ist gekennzeichnet durch eine senkrechte Nordflanke und abgesehen von einer Eiskappe am Gipfel unverschneit.
Der australische Polarforscher John Mayston Béchervaise (1910–1998), nach dem dieser Berg benannt ist, besuchte ihn gemeinsam mit einer Mannschaft der Australian National Antarctic Research Expeditions im November 1955.